# Stacy Frese
Stacy Frese, coniugata Huber (Cedar Rapids, 23 settembre 1976), è un'ex cestista statunitense, professionista nella WNBA.

## Carriera
È stata selezionata dalle Utah Starzz al terzo giro del Draft WNBA 2000 (35ª scelta assoluta).